# Apple Watch Series 8
L'Apple Watch Series 8 est la neuvième génération du modèle de l'Apple Watch. Elle est présentée dans la keynote d'Apple du 7 septembre 2022. Cette nouvelle version de la  montre connectée dispose d'un capteur de température cutanée associé à un capteur de température ambiante qui permet le suivi menstruel. La Series 8 dispose également d'un accéléromètre force g élevée qui a la capacité à détecter les accidents de voiture.

## Description
L’Apple Watch Series 8 propose le même châssis que la Series 7 avec la taille du boitier qui est maintenue en 41 et 45 mm. La durée de vie de la batterie est également la même, d’une durée d’environ 18 heures entre les charges avec suivi du sommeil pendant la nuit et l’écran allumé tout le temps pendant la journée. L'Apple Watch Series 8 est la première Apple Watch dotée d'un accéléromètre pouvant détecter les accidents de voiture. Elle est aussi capable de mesurer des forces jusqu'à 256 g. Le suivi menstruel est possible sur la montre avec l'intégration de deux capteurs de température : Le premier est placé dessous le boitier afin de mesurer la température cutanée et le second est placé sous l'écran pour mesurer la température extérieure.
Les Series 8 sont toutes équipées du Bluetooth 5.3 qui offre des améliorations en matière de fiabilité et d'efficacité énergétiques. Concernant la partie logicielle, la montre d'Apple embarque watchOS 9 qui offre de nouveaux cadrans (Lunar et Metropolitan) ainsi que la collection de cadrans Nike pour tous les modèles. Niveau logiciel, il y a la version améliorée de l’application Exercice, les phases de sommeil, un écran de partage étendu pour les applications tierces et la toute nouvelle application Traitements.